# لي يونغ جين (ممثلة)
لي سو مين (بالكورية: 이영진)‏ هي ممثلة كورية جنوبية، ولدت يوم 24 فبراير 1981 في سول في كوريا الجنوبية.

## روابط خارجية
- لي يونغ جين على موقع IMDb (الإنجليزية)
- لي يونغ جين على موقع قاعدة بيانات الفيلم (الإنجليزية)